# Bob Elliott
Bob Elliott (né le 10 septembre 1949 à Kingston, Ontario, Canada) est un journaliste sportif couvrant le baseball.
Il est affecté à la couverture des Expos de Montréal de la Ligue majeure de baseball de 1978 à 1987 pour le Ottawa Citizen. À Toronto depuis 1988, Elliott couvre les Blue Jays pour le Toronto Sun.
Elliott est l'auteur de trois livres : Hard Ball about George Bell (1990), The Ultimate Blue Jays Trivia Book (1993) et The Northern Game: Baseball The Canadian Way (2005). .
Il reçoit en 2010 le prix Jack Graney du Temple de la renommée du baseball canadien, une récompense honorant un membre des médias consacré au baseball. Il est intronisé au Temple de la renommée du baseball canadien le 13 juin 2015.
Membre de l'Association des chroniqueurs de baseball d'Amérique, Elliott reçoit le 6 décembre 2011 le prix J. G. Taylor Spink et est honoré comme récipiendaire de cette distinction en juillet 2012 au Temple de la renommée du baseball à Cooperstown. Il est le premier Canadien à recevoir le prix Taylor Spink. 
Elliott est le cofondateur du Canadian Baseball Network, un site Internet consacré aux joueurs canadiens de baseball au niveau collégial et mineur.
Bob Elliott est le petit-fils de Chaucer Elliott (1879-1913), ancien entraîneur de football canadien et arbitre de hockey élu au Temple de la renommée du hockey en 1961.